# Lunda-Sud
Lunda Sud est une province d'Angola. Sa population est estimée à 516 077 habitants sur une surface de 77 637 km2. Sa capitale est la ville de Saurimo.

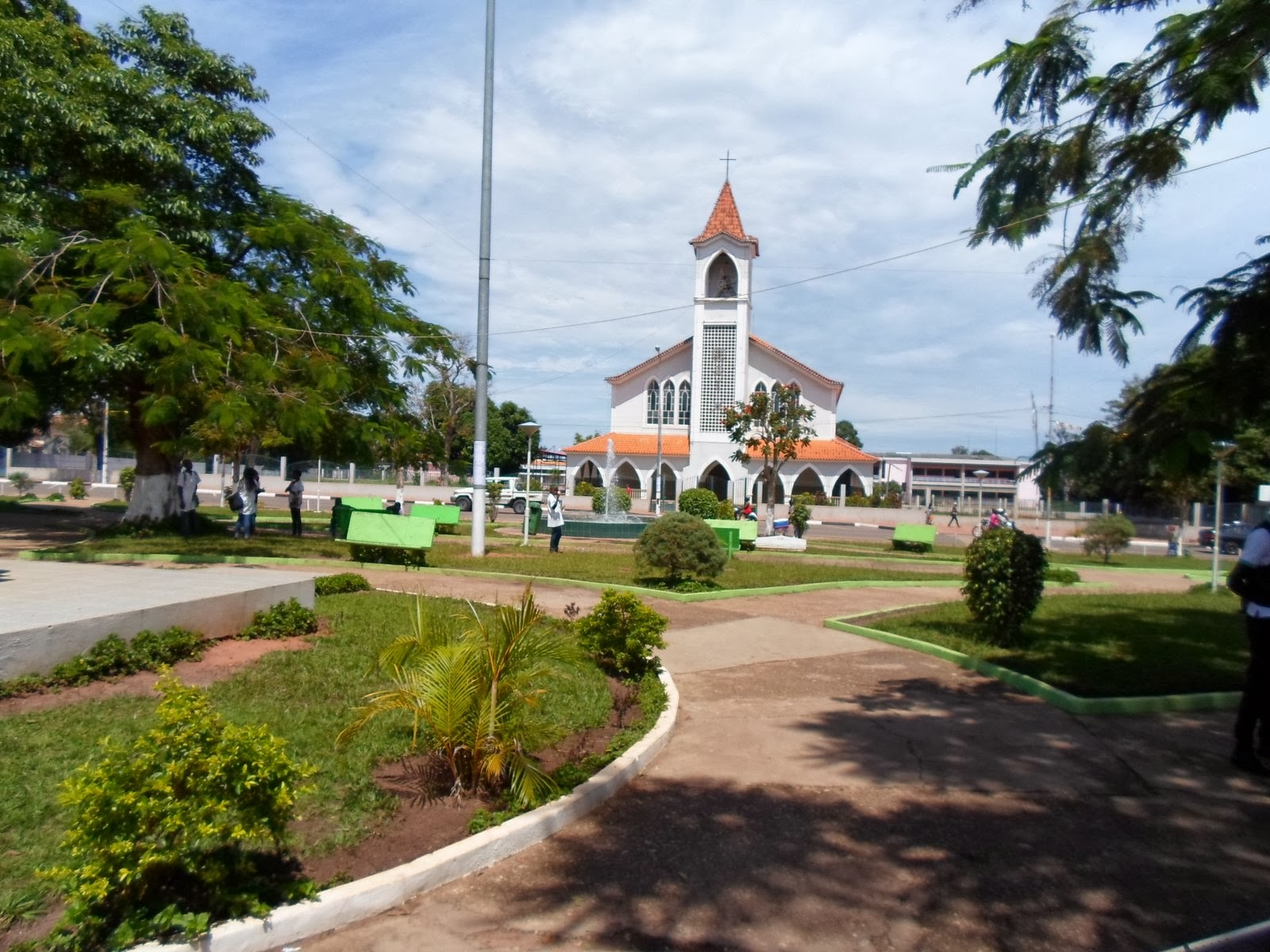
Une église dans la province de Lunda Sul

## Municipalités
La province de Lunda-Sud est divisée en 3 municipalités :
- Cacolo
- Dala
- Muconda